# Chaetocnema aerosa
Chaetocnema aerosa  (лат.) — вид жуков-листоедов (Chrysomelidae) рода Chaetocnema трибы земляные блошки из подсемейства козявок (Galerucinae). Европа, в том числе, Великобритания, Германия, Испания, Россия, а также Египет и Турция
.

## Описание
Длина 1,83—1,91 мм, ширина 1,00—1,07 мм. Питается на растениях Eleocharis ovata, E. palustris, Scirpus ovatus (Cyperaceae).
Средние и задние голени с выемкой на наружной стороне перед вершиной. Лобные бугорки не развиты. Переднеспинка без базальной бороздки. Вид был впервые описан в 1847 году под первоначальным названием Haltica aerosa Letzner, 1847. Валидный статус был подтверждён в 2011 году в ходе ревизии палеарктической фауны рода Chaetocnema, которую провели Александр Константинов (Systematic Entomology Laboratory, USDA, c/o Smithsonian Institution, National Museum of Natural History, Вашингтон, США), Андрес Баселга (Andrés Baselga; Departamento de Zoología, Facultad de Biología, Universidad de Santiago de Compostela, Santiago de Compostela, Испания), Василий Гребенников (Ottawa Plant Laboratory, Canadian Food Inspection Agency, Оттава, Канада) с соавторами (Jens Prena, Steven W. Lingafelter).